# 阻止攻撃
阻止攻撃（そしこうげき、英: Interdiction）は、後方連絡線上の敵部隊・物資の遅滞・妨害・撃破を目的とする軍事行動をいう。戦略阻止攻撃（strategic interdiction）と戦術阻止攻撃（tactical interdiction）に区分されることが多い。
戦略阻止攻撃は、広域的・長期的に影響する作戦と関わるが、戦術阻止攻撃の効果は一時的・局地的範囲に留まる。機動力を必要とする行動であるので、水陸両用攻撃・機甲攻撃・航空攻撃・砲撃などの手段が用いられることが多い。